# Tex-Mex

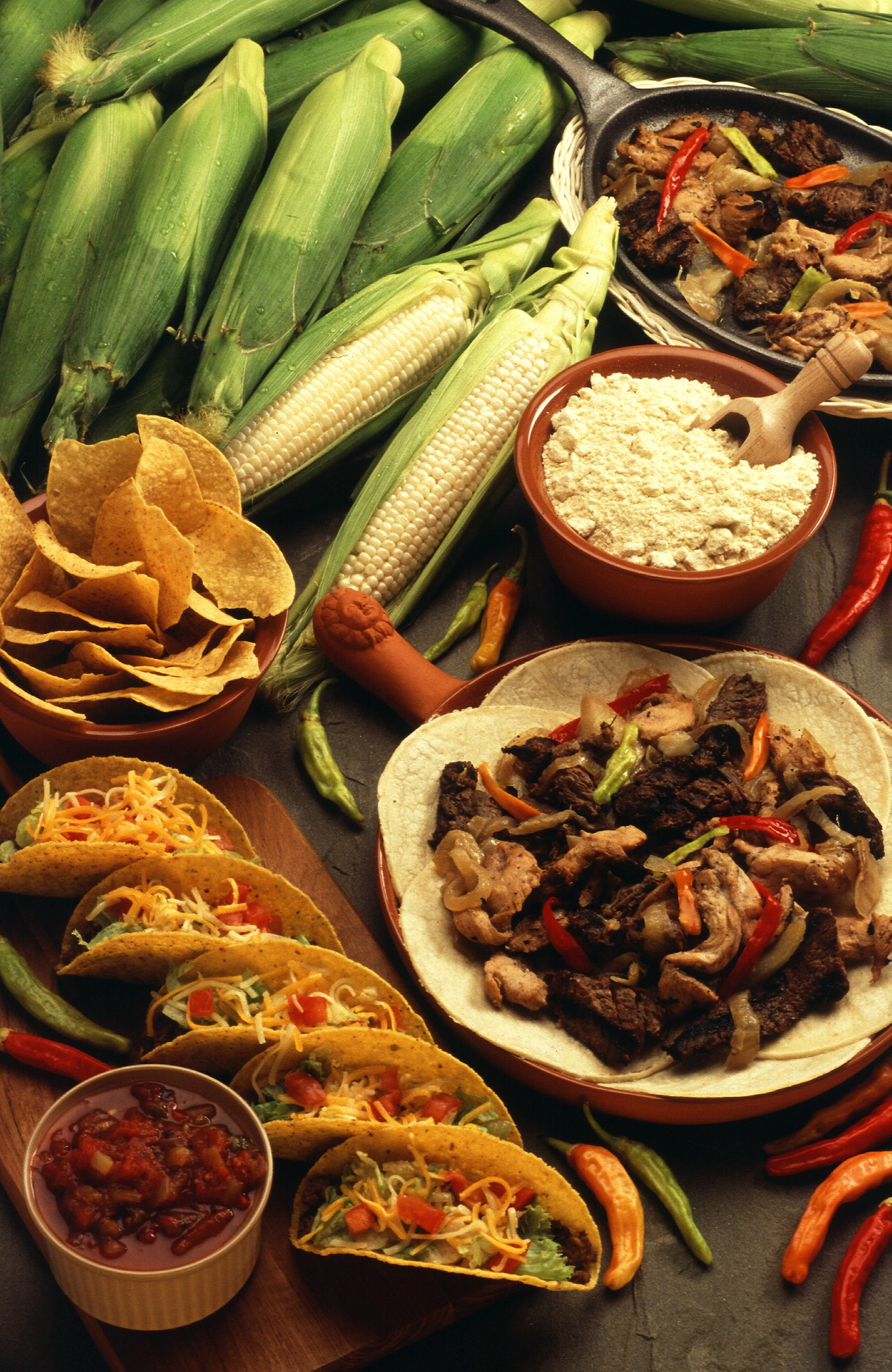
现代的Tex-Mex菜肴

德州-墨西哥菜 或 德墨菜（英語：Tex-Mex）是一种美国菜，得名於德州式（Texan）和墨西哥式（Mexican）的的缩写。该菜系起源于得克萨斯州德哈諾人的菜肴，现已流行于美国全国。其可以归类于美国西南部饮食。

## 特点

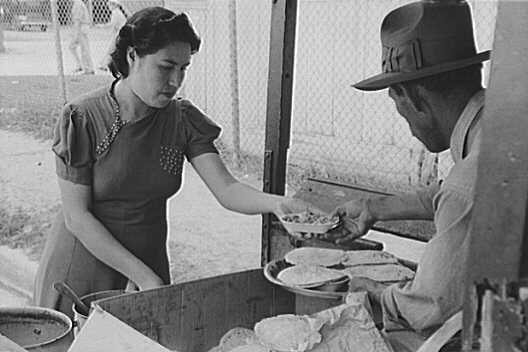
1939年圣安东尼奥，正在贩售焗豆和墨西哥薄饼

Tex-Mex菜肴的特点是大量使用碎奶酪、豆类、肉类（尤其是鸡肉、牛肉和猪肉）、辣椒和香料，以及麵粉薄餅。有的菜肴则不使用墨西哥薄饼，例如墨西哥烤肉（Fajita）。
相比墨西哥菜，Tex-Mex菜肴更多地使用奶酪，例如Chile con queso即为一道墨西哥玉米片蘸融化奶酪的菜。此外，Tex-Mex菜肴还会使用一些墨西哥菜中不常见的香料，例如孜然，它是由西班牙移民从加那利群岛引进得克萨斯的。

## 历史
Tex-Mex菜肴起源于德哈諾人，即墨西哥血统的得克萨斯人。得克萨斯曾是新西班牙和后来墨西哥的一部分，他们的菜肴结合了墨西哥本土菜和西班牙菜的特点。从圣安东尼奥、下格蘭德河谷、艾爾帕索之间德的得克萨斯南部地区，这些菜肴都大致相同，且受到邻近的墨西哥北部各州烹饪方式的影响。牧场遍布得克萨斯南部和墨西哥北部，因而牛肉、烧烤和玉米饼一直是常见且受欢迎的食品。20世纪，随着美国产品变得廉价且易得，Tex-Mex菜肴开始采用車打芝士、傑克芝士和甜椒干酪等美国化的食材。

## 术语
TexMex（无连字符）一词最早来自得克萨斯墨西哥铁路的缩写。在1920年代，美国报纸使用Tex-Mex（有连字符）一词来表示有墨西哥血统的得克萨斯人。
1960年，美国出版社和报业的文章中开始用Tex-Mex来指代一类食谱，包括了辣豆酱和安吉拉捲。食谱还建议使用玉米面薄煎饼代替墨西哥薄饼，因为当时得州以外的美国人难以获得墨西哥薄饼。在牛津英語詞典的收录中，头两次用于指代菜肴的TexMex的文章来自1963年的纽约时报杂志和1966年的堪萨斯Great Bend每日论坛报的文章。 美食作家Diana Kennedy在其1972年出版的《墨西哥美食》书中解释了墨西哥菜和美国化墨西哥菜之间的区别。

## 图片集

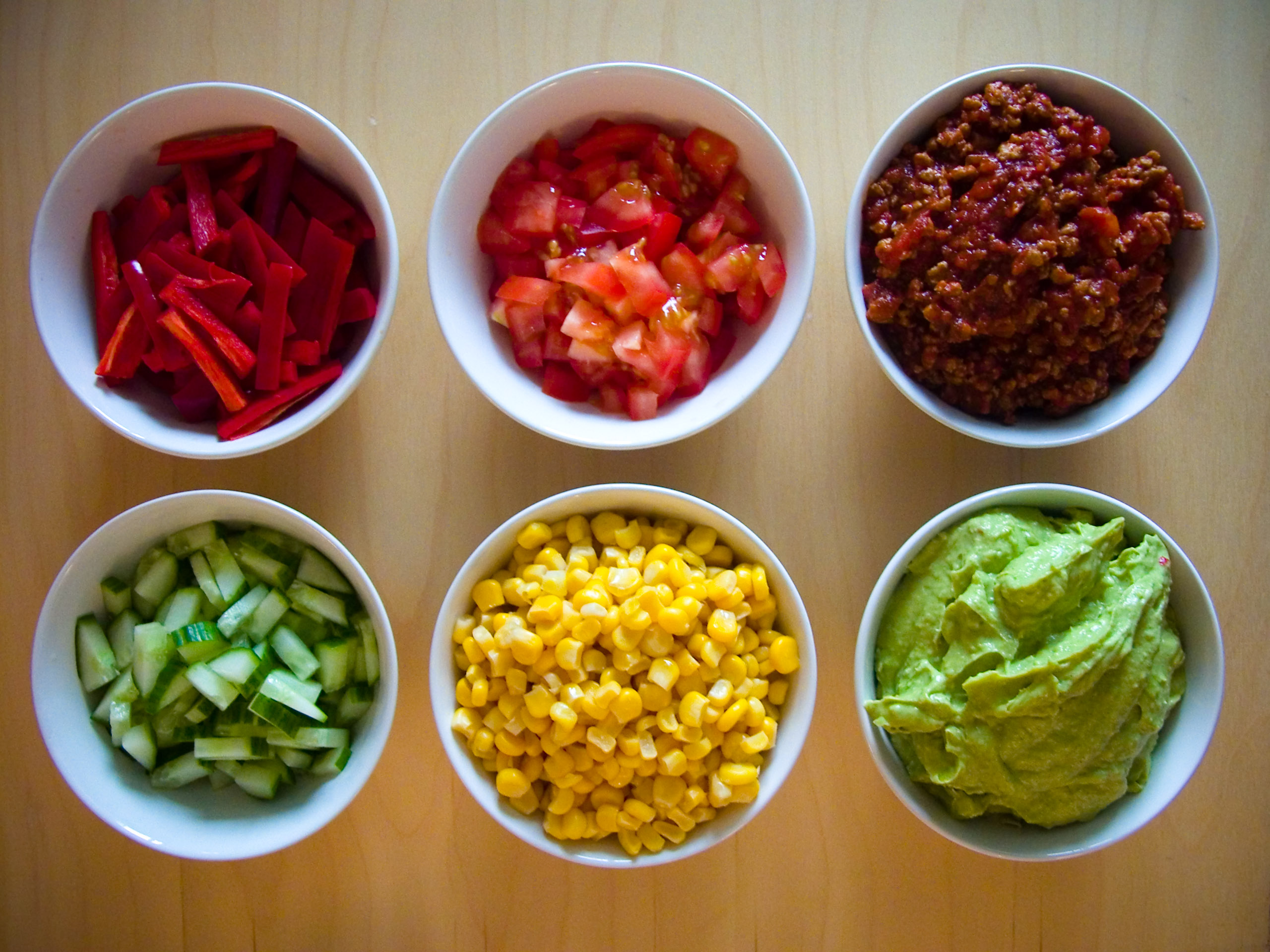
Tex-Mex菜的常用食材
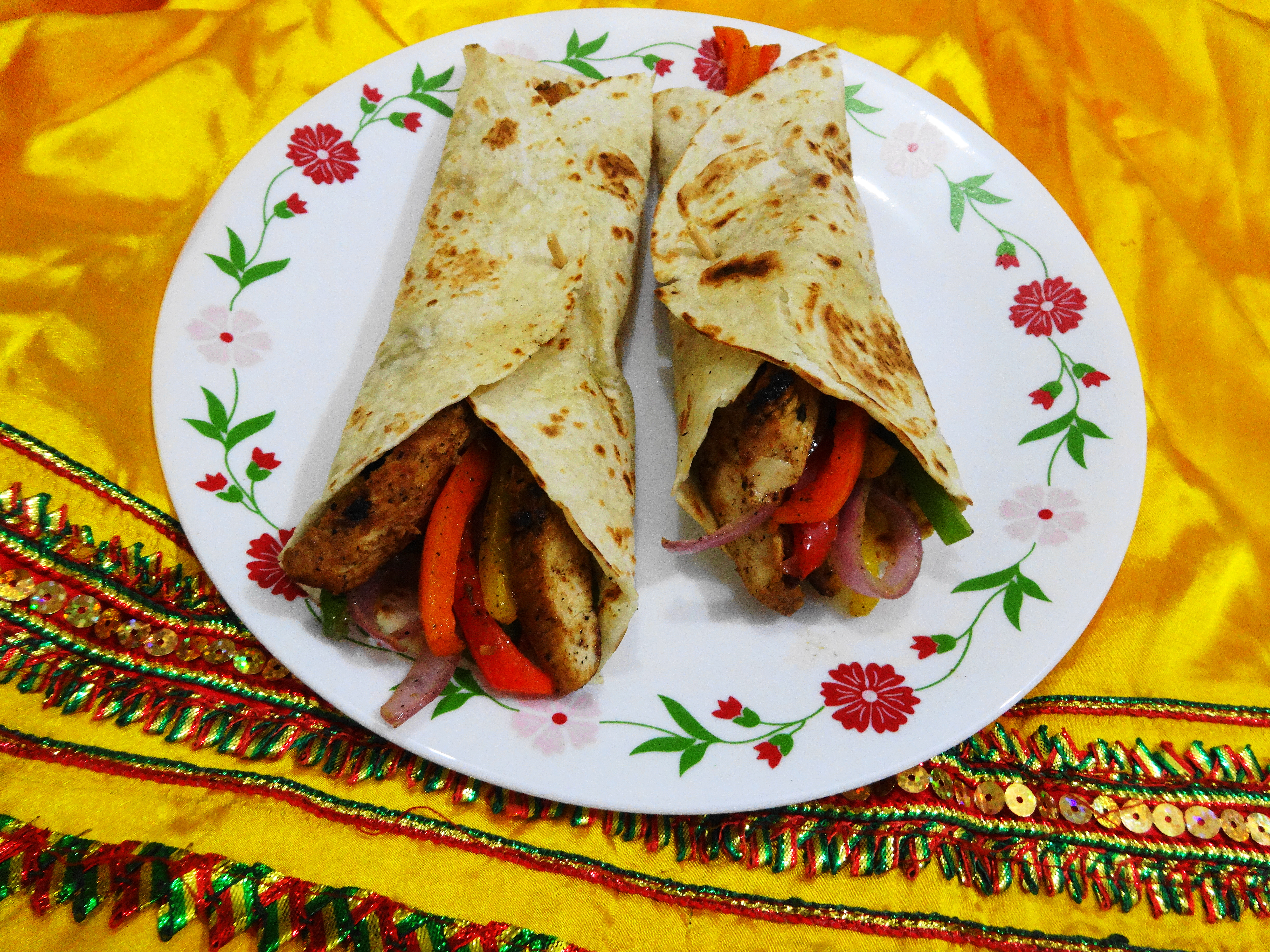
墨西哥烤肉卷饼
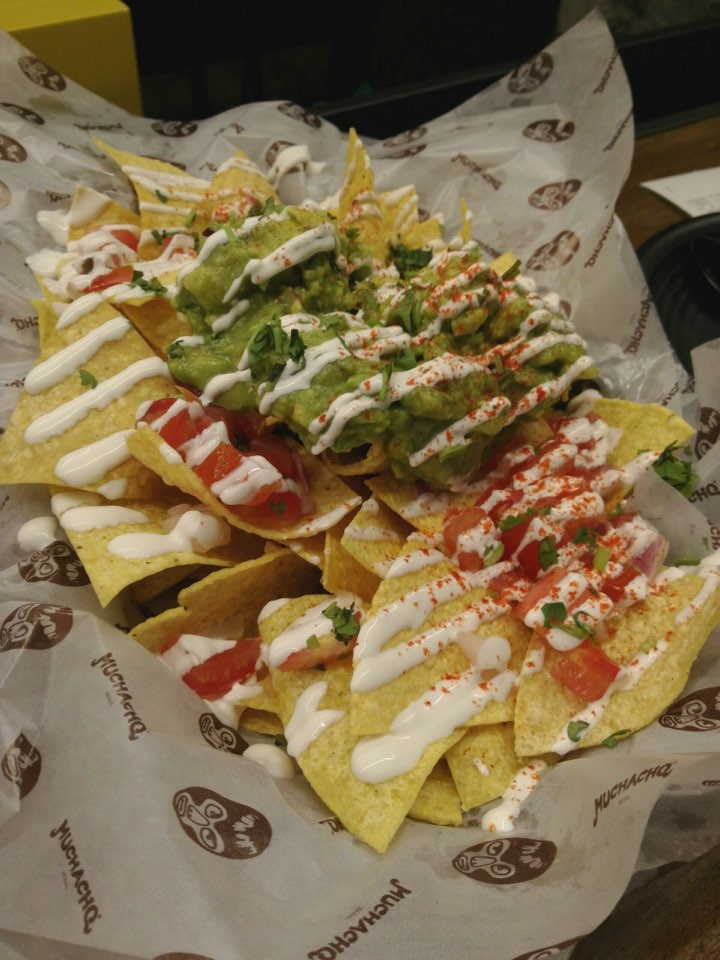
烤乾酪辣味玉米片配鳄梨酱
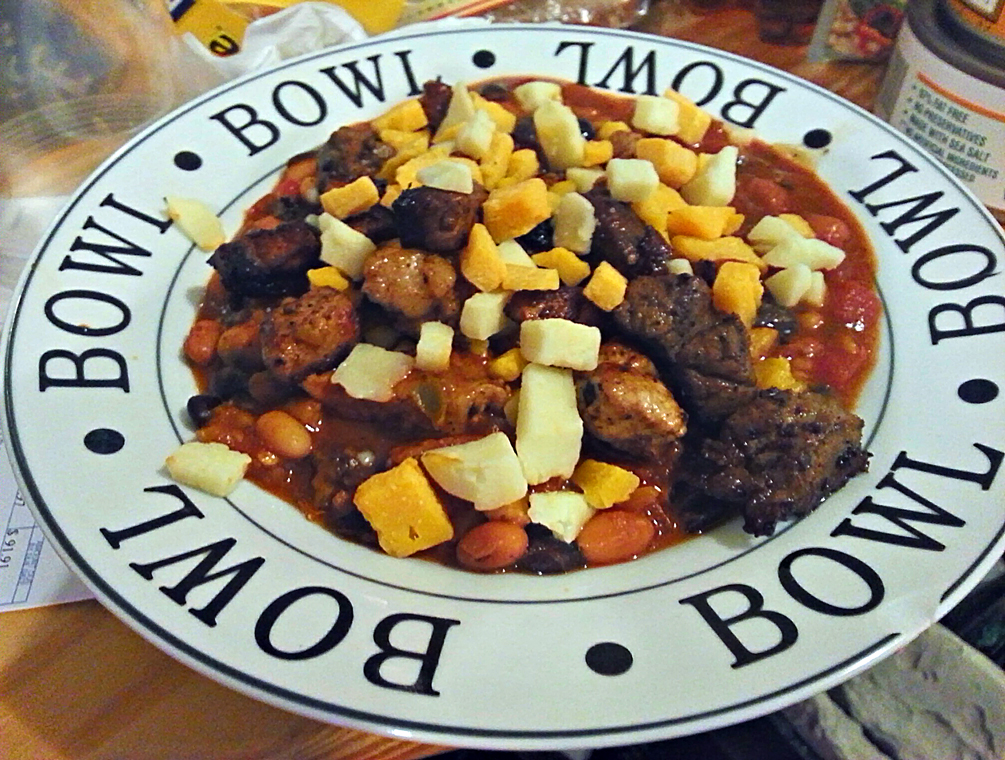
一碗辣豆酱，上面有猪肉、牛肉、車打芝士和傑克芝士